# 선거위원회 (홍콩)
선거위원회(選舉委員會, Election Committee)는 홍콩의 선거인단으로 홍콩의 행정장관을, 2021년부터 홍콩 입법회 의원 90명 중 40명을 선출한다. 선거위원회는 홍콩기본법에 의해 조직됐고 2021년 법 개정으로 그 구성원 수가 1500명으로 늘었다. 선거위원회는 친중공 및 기업가의 이익만을 대변한다는 비판을 받고 있다.

## 구성
선거위원회는 각 300명을 포함하는 5개 부문을 포함하여 총 인원 1500명으로 구성된다. 제1부문(第一界別)은 공상, 금융계, 제2부문(第二界別)은 전문가계(專業界), 제3부문(第三界別)은 노공 및 종교 등, 제4부문(第四界別)은 입법회의원, 지구조직 대표 등, 제5부문(第五界別)은 홍콩 지역 전인대 대표, 홍콩 지역 정협 의원 및 관련된 인민단체 홍콩 구성원 대표를 포함한다.

## 같이 보기
- 협동조합주의